# GoldED
GoldED — популярный редактор сообщений для Фидонет и совместимых сетей. Был написан Одинном Сёренсеном (дат. Odinn Sørensen) и Дирком Мюллером (нем. Dirk A. Müller) и распространялся на условиях shareware. Последняя созданная ими версия выпускалась для пяти платформ (DOS16, DOS32, OS/2, Win32, Linux)
Разработка GoldED была прекращена в 1999 году. В середине 1999 года Сёренсен покинул Фидонет, в конце 1999 года он опубликовал исходные тексты GoldED 3.0.1 под лицензиями GPL и LGPL.
GoldED+ — редактор сообщений фидонет, созданный на основе опубликованных автором исходных текстов GoldEd.
В русскоязычном сегменте сети Фидонет редактор GoldED получил жаргонное название «Голый дед».

## История разработки
Ранние версии GoldEd нумеровались двумя целыми числами, разделёнными точкой, последняя такая версия имела номер 2.51. Начиная с версии 3.0.1 стиль нумерации версий был изменён на принятый в версионировании ядра linux: главный номер версии, точка, порядковый номер субверсии — нечетный для потенциально нестабильных версий и чётный для стабильных, точка и номер релиза (выпуска).
С выходом версии 3.0.1 разработчики решили опубликовать код Golded под одной из свободных лицензий, чтобы энтузиасты, желающие участвовать в разработке, могли присылать патчи для включения в код программы.
В 1998 году Сёренсен опубликовал исходный код GoldED и Goldware Utilities версий 3.0.x и не собирающейся незавершённой версии 4.x под лицензией GNU General Public License версии 2; библиотеки Goldware Library — под GNU Library General Public License версии 2. Дополнительно было дано разрешение на компоновку всего этого ПО с программами и библиотеками, подпадающими под определение Open Source.
В 1999 году в разработке GoldEd участвовал Леонид Лисовский.
Код библиотеки CXL, одной использованных в GoldED и GoldED+, был лицензирован Одинном Сёренсеном у автора. С тех пор контроль над этой библиотекой получила компания «Innovative Data Concepts», которая к 1998 году, по подозрению автора GoldED, прекратила своё существование. Использование остатков этого кода послужило одной из причин для удаления пакета goldedplus из Debian в 2006 году в дополнение к наличию уязвимостей в обработчике UUE, после того, как обслуживающий пакета отказался от его поддержки.
В 2000 году у Сёренсена существовали планы завершить разработку новой версии GoldED 4.0 с графическим интерфейсом, универсального почтового редактора с функциями редактора фидонет, клиента почты интернета и клиента ньюсгруп, а также значительно переделан код, работающий с почтовыми базами фидонет.

### GoldED+
После публикации Сёренсеном кода редактора GoldEd Александр С. Аганичев (ASA) продолжил разработку редактора, дав своей версии название «GoldED-asa». Когда к версии GoldED-asa10 beta 3 имена файлов с указанием версии перестали помещаться в ограничение MS-DOS «8.3», проект был переименован в «Golded+», и следующая версия была Golded+ 1.1.0.
Golded+ стал действительно многоплатформенным редактором, велись работы по его портированию на big-endian-процессоры.
К 2007 году GoldED+ почти полностью вытеснил старый GoldED.